# Харбиці-Дольні
Харбиці-Дольні (пол. Charbice Dolne) — село в Польщі, у гміні Лютомерськ Паб'яницького повіту Лодзинського воєводства.
Населення — 105 осіб (2011).
У 1975-1998 роках село належало до Серадзького воєводства.

## Демографія
Демографічна структура станом на 31 березня 2011 року:
|          | Загалом | Допрацездатний вік | Працездатний вік | Постпрацездатний вік |
| -------- | ------- | ------------------ | ---------------- | -------------------- |
| Чоловіки | 55      | 7                  | 37               | 11                   |
| Жінки    | 50      | 4                  | 27               | 19                   |
| Разом    | 105     | 11                 | 64               | 30                   |